# Mihail Alekszandrovics Lifsic
Mihail Alekszandrovics Lifsic oroszul: Михаил Александрович Лифшиц, (Melitopol, Ukrajna, 1905. július 23. – Moszkva, 1983. szeptember 28.), szovjet marxista filozófus, esztéta, művészetkritikus.

## Pályakép
Előbb a VHUTEMASZ-ba iratkozott be, majd onnan átment a VHUTEIN-be tanulni (1923). 1929-ben elvi, művészetértelmezési ellentétek (a hagyományok elvetése) miatt szakított mestereivel és a Marx-Engels Intézetben kezdett el dolgozni a művészet marxi szempontú értelmezésén.
Az 1930-as években Moszkvában Lukács György munkatársa volt; jelentős hatással voltak egymásra.
A Lifsic-Lukács kör az Irodalomkritikus (Литературный критик) folyóiratnál tömörült. Csatlakozott a csoporthoz többek között a jelentős író, Platonov is. Fő tevékenységük Marx esztétikai nézeteinek rekonstruálása volt. Lifsic cikkeket írt, többek között Hegelről is. A hivatalos irodalomelmélet tevékenységét hevesen támadta. Egy Platonov kapcsán a folyóiratokban kirobban vita vége az lett, hogy Lifsicet tizenegy évre elhallgattatták.
1941-ben Lifsic önkéntesként került a frontra. Egy alkalommal csapattestének bekerítése miatt megsemmisítette iratait, így a párttagkönyvét is. Az ebből fakadó súlyos veszélyhelyzetből Tvardovszkij közbenjárása mentette meg.
Sztálin halála után 1954-ben a Novij Mirben (Новый мир) publikált egy cikket Marietta Saginjan naplója címmel, és újra kitört a botrány. Ennek eredményeképpen ekkor kizárták a pártból.
Ezt követően egy filozófus csoporttal Lukács Az ifjú Hegel c. művének fordításán dolgozott.
Közben cikkeiben gyakran és következetesen bírálta a modernizmust.
1961-ben Tvardovszkij kérésére bírálatot írt Szolzsenyicin Iván Gyenyiszovics egy napja c. kisregényéről. A cikk nagyban elősegítette, hogy a mű aztán Tvardovszkij lapjában meg is jelenhetett. Ugyanakkor Szolzsenyicin élesen rátámadt Lifsicre, marxista kövületnek titulálva őt. Lifsic azzal vágott vissza, hogy még mindig jobb maradi marxistának, mint a Bourbon restauráció maradi hívének lenni.

## Magyarul
- Marx és az esztétika; ford. Nyilas Vera, versford. Székely András; Gondolat, Bp., 1966 (Stúdium könyvek)
- Válogatott esztétikai írások; vál., szerk., bev., jegyz. Sziklai László, ford. Ágai Ágnes et al.; Kossuth, Bp., 1973
- Mihail Lifsic–Sziklai Lászlóː Moszkvai évek Lukács Györggyel. Beszélgetések, emlékezések; ford., interjú Farkas János László, előszó, jegyz. Sziklai László; Gondolat, Bp., 1989

## Külső hivatkozások
- Lifsic-bibliográfia

## Fordítás
- Ez a szócikk részben vagy egészben  a(z)   Лифшиц, Михаил Александрович című orosz Wikipédia-szócikk ezen változatának fordításán alapul.  Az eredeti cikk szerkesztőit annak laptörténete sorolja fel. Ez a jelzés csupán a megfogalmazás eredetét és a szerzői jogokat jelzi, nem szolgál a cikkben szereplő információk forrásmegjelöléseként.